# Llançador

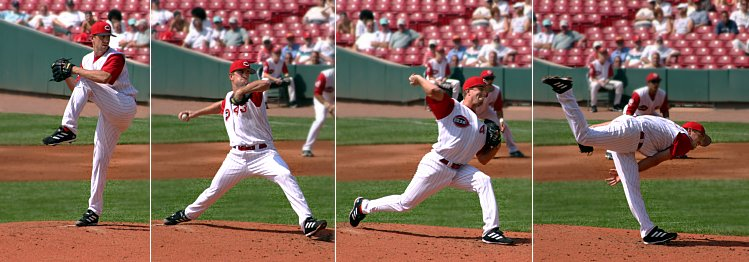
Brandon Claussen, llançador dels Cincinnati Reds

Posició del llançador (P) dins el diamant.

En el món del beisbol, un llançador (en anglès pitcher) és el jugador que llança la pilota des del monticle cap al receptor, amb l'objectiu de treure el batedor i impedir anotar i ajudar a anotar carreres. A aquesta posició se li assigna el número 1.
Normalment, el llançador ha d'aconseguir que la pilota arribi fins al receptor sense permetre que el batedor colpegi la pilota amb el bat. No obstant això, el llançament ha d'arribar a la zona de strike o en cas contrari es considera com una bola dolenta. Cada batedor pot deixar passar o fallar fins a dues boles bones per a batre; en cas contrari (en rebre un tercer strike) perd el seu torn i es diu que és posat Out pel llançador. Per la seva banda, el llançador té fins a tres oportunitats de llançar una bola dolenta, atès que a la quarta li regala la primera base al batedor de qui es diu que s'embasa (en anglès, fa un walk).
El llançador té llibertat de llançar mitjançant múltiples estils de llançament, que inclouen boles ràpides, corbes, etc. Per això el receptor li proposa opcions al llançador per mitjà de senyals i el llançador accepta o rebutja les opcions proposades.
Durant el llançament, el pitcher ha de mantenir un peu a la goma del monticle. Llança la pilota cap al receptor qui l'espera darrere del home. Al mateix temps el batedor, col·locat a la caixa de batuda, espera el llançament i decideix si intenta batre la pilota o si la deixa passar. Si aconsegueix pegar la pilota en direcció al camp de joc i aconsegueix córrer fins a arribar a la primera base abans que l'equip contrari aconsegueixi portar la pilota fins a aquesta base, es diu que el batedor aconsegueix un hit; cas contrari si la batuda resulta ser un elevat i és atrapada "a l'aire". També pot no colpejar la pilota sense impedir que el receptor l'atrapi, o pot deixar passar una bola bona, i per tant, compta com un strike, o pot colpejar la pilota cap a fora dels límits laterals del camp de joc, el que s'anomena un foul.

## Estadístiques

### Victòries i derrotes
Al final de cada partit, s'anota una victòria (win) a un dels llançadors de l'equip guanyador i una derrota (loss) a un dels llançadors de l'equip perdedor. Al llarg de la temporada cada llançador acumula un registre de victòries i derrotes (win-loss record); així, si un llançador té un registre de 20-10 vol dir que ha aconseguit 20 victòries i 10 derrotes.
La victòria s'atorga a l'últim llançador que llança a la mitja entrada (half inning) anterior a la qual el seu equip se situa per davant en el marcador i després no deixa d'estar-hi durant la resta de partit. Hi ha dues excepcions a aquesta norma. Si el llançador d'inici (starting pitcher) és qui compleix aquest criteri però no completa almenys cinc entrades, la victòria la rep el llançador de relleu (relief pitcher) de l'equip guanyador més eficient segons el criteri de l'àrbitre. Si el llançador que compleix aquest criteri és de relleu però ha estat «inefectiu en una curta aparició» segons el criteri de l'àrbitre, la victòria s'atorga al llançador de relleu posterior que ha estat més eficient segons el criteri de l'àrbitre.
La derrota s'atorga al llançador que permet a l'equip contrari posar-se per davant en el marcador, si després no deixa d'estar-hi durant la resta de partit. Si un llançador permet arribar a base a un o més corredors, que encara no han anotat, un altre llançador el relleva i després aquests corredors anoten, posant el seu equip per davant en conseqüència (i l'equip no deixa d'estar-hi durant la resta de partit), s'atorga la derrota al primer llançador (no al segon).

## Llançadors importants

### Membres delSaló de la Fama del Beisbol
| - Grover Cleveland Alexander - Chief Bender - Mordecai “Three-Finger” Brown - Ray Brown * - Jim Bunning - Steve Carlton - Jack Chesbro - John Clarkson - Andy Cooper * - Stan Coveleski - Candy Cummings - Leon Day * - Dizzy Dean - Martín Dihigo * - Don Drysdale - Dennis Eckersley - Red Faber - Bob Feller - Rollie Fingers - Whitey Ford - Bill Foster * - Rube Foster * - Fernando Valenzuela - Pud Galvin - Bob Gibson - Lefty Gomez - Rich "Goose" Gossage |  | - Clark Griffith - Burleigh Grimes - Lefty Grove - Jesse Haines - Waite Hoyt - Carl Hubbell - Catfish Hunter - Ferguson Jenkins - Walter Johnson - Addie Joss - Tim Keefe - Sandy Koufax - Bob Lemon - Ted Lyons - Juan Marichal - Rube Marquard - Christy Mathewson - Joe McGinnity - José Méndez * - Hal Newhouser - Kid Nichols - Phil Niekro - Satchel Paige * - Jim Palmer - Herb Pennock - Gaylord Perry |  | - Eddie Plank - Charles Radbourn - Eppa Rixey - Robin Roberts - Bullet Rogan * - Red Ruffing - Amos Rusie - Babe Ruth ** - Nolan Ryan - Tom Seaver - Hilton Smith * - Warren Spahn - Albert Spalding - Bruce Sutter - Don Sutton - Dazzy Vance - Rube Waddell - Ed Walsh - John Montgomery Ward - Mickey Welch - Hoyt Wilhelm - Smokey Joe Williams * - Vic Willis - Early Wynn - Cy Young |

* Lligues Negres
** Babe Ruth va ser pitcher durant els seus primers sis anys a les majors (fins al 1919).

### Altres llançadors notables
| - Jim Abbott - Scott Baker* - Josh Beckett* - Vida Blue - Mark Buehrle * - Lew Burdette - Bert Blyleven - Chris Carpenter * - Bob Caruthers - Bartolo Colón * - Roger Clemens * - David Cone - Hooks Dauss - Steve Dalkowski - Roy Face - Wes Ferrell - John Franco - Éric Gagné * - Tom Glavine * - Dwight Gooden - Tom Gordon * - Ron Guidry - Roy Halladay * - Cole Hamels * - Orel Hershiser |  | - Trevor Hoffman * - Charlie Hough - Tim Hudson * - Tommy John - Randy Johnson * - Jim Kaat - Jerry Koosman - Tim Lincecum * - Mickey Lolich - Greg Maddux * - Firpo Marberry - Dennis Martínez - Pedro Martínez * - Carl Mays - Denny McLain - Jack Morris - Jamie Moyer * - Mike Mussina * - Hideo Nomo - Jonathan Papelbon * - Jake Peavy * - Andy Pettitte * - Billy Pierce - Barry Zito * |  | - Dick Redding ** - J.R. Richard - Mariano Rivera * - Kenny Rogers * - Dan Quisenberry - C. C. Sabathia * - Johan Santana * - Curt Schilling * - Jason Schmidt* - Lee Smith - John Smoltz * - Joakim Soria - Dave Stewart - Rick Sutcliffe - Frank Tanana - William O'Deard * - Luis Tiant - Fernando Valenzuela - Justin Verlander* - Frank Viola - Billy Wagner * - Tim Wakefield * - Chien-Ming Wang * - Brandon Webb * - David Wells * - Chris Young* - Carlos Zambrano* |

* Actiu
** Lligues Negres